# Оборона Михайловского укрепления
Оборона Михайловского укрепления — происходила 22 марта (3 апреля) 1840 года. Полутысячный русский гарнизон в течение нескольких часов оборонял укрепление от многотысячного черкесского ополчения. В критический момент обороны рядовой 9-й роты Тенгинского пехотного полка А. Осипов взорвал пороховой погреб вместе с собой, остатками гарнизона и значительным числом горцев. В истории Русской армии этот подвиг приобрёл «символическое бессмертие».

## Михайловское укрепление

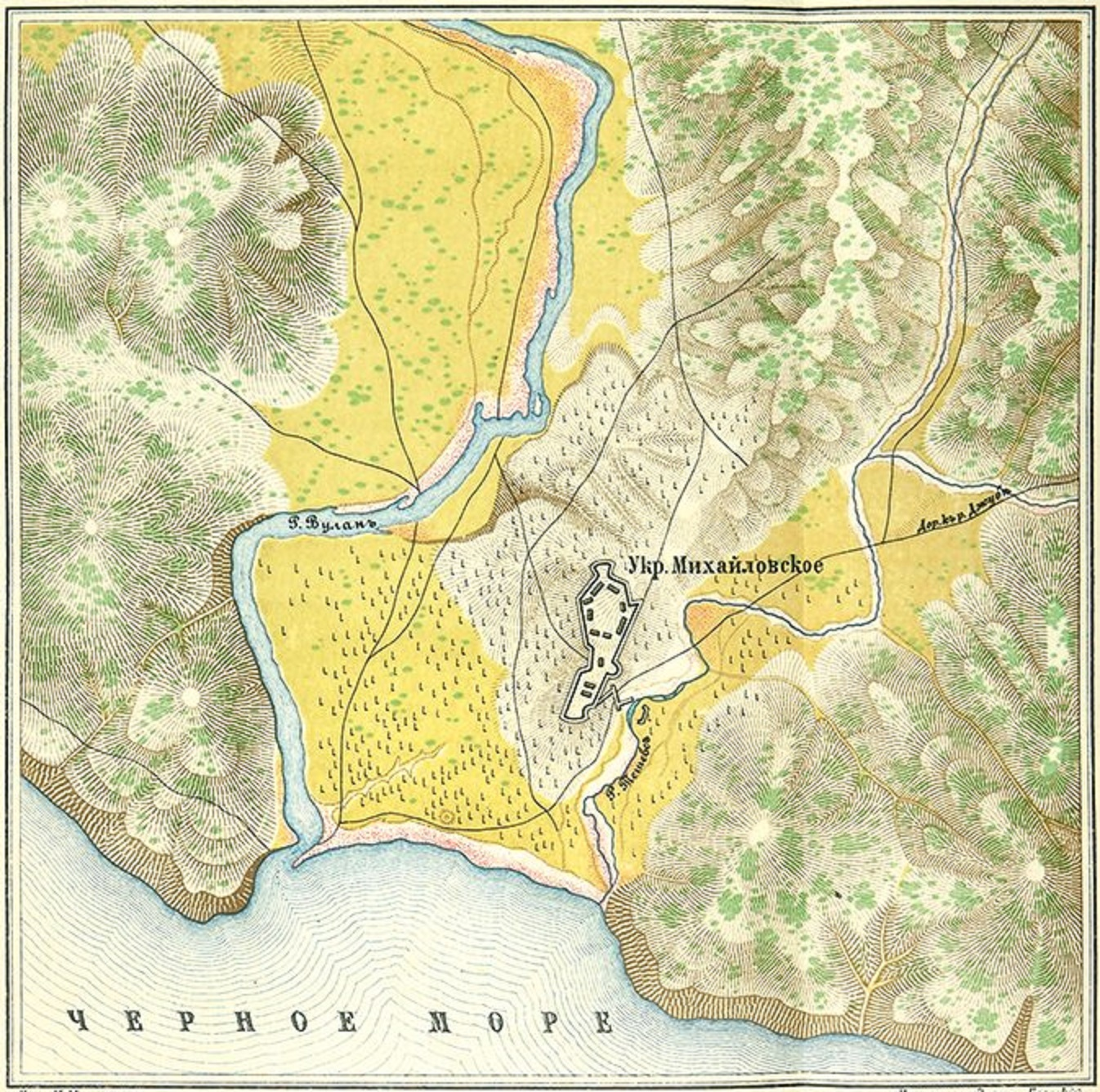
План окрестностей Михайловского укрепления.

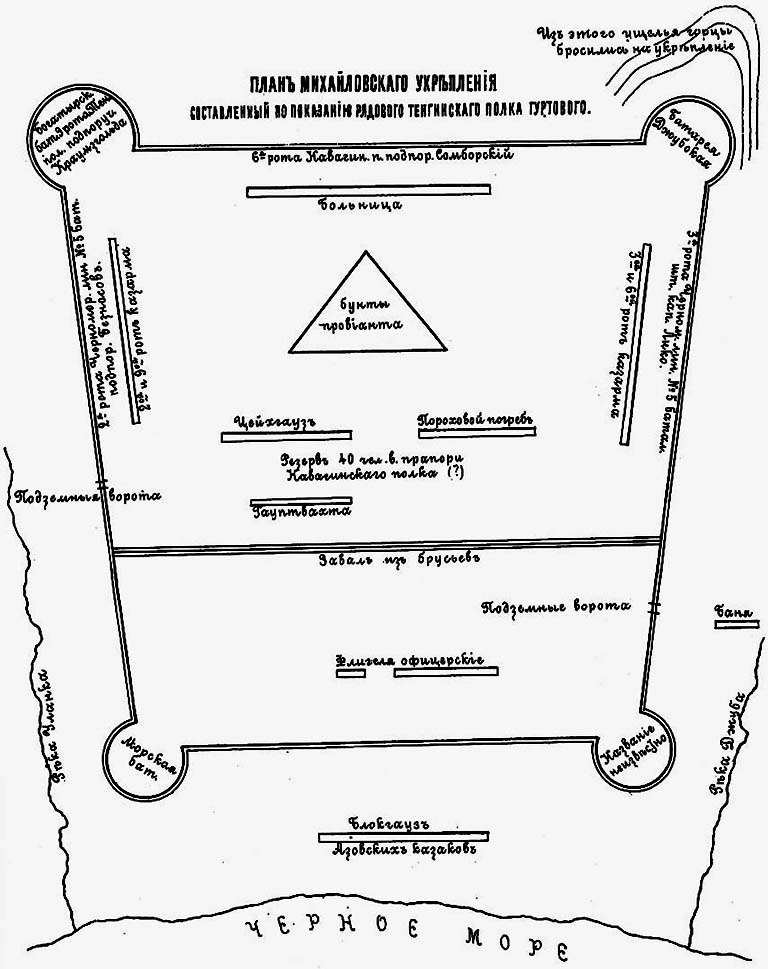
Приблизительный план Михайловского укрепления с обозначением расположения гарнизона во время нападения горцев 22 марта 1840 года (по показаниям отставного рядового, сына Гуртового,)

Михайловское укрепление было возведено в 1837 году в устье реки Вулан (на месте нынешнего села Архипо-Осиповки Краснодарского края). Имело протяжённость около 200 сажень. Линия огня была очень обширна и достигала до 540 сажень в длину.
Во время строительства укрепления на него в том же 1837 году было предпринято нападение убыхов под предводительством их князя Хаджи-Догомуко Берзека.
С 1839 года укрепление относилось к 1-му отделению Черноморской береговой линии. Начальником того отделения был контр-адмирал Л. М. Серебряков, начальником всей береговой линии — генерал-лейтенант Н. Н. Раевский.

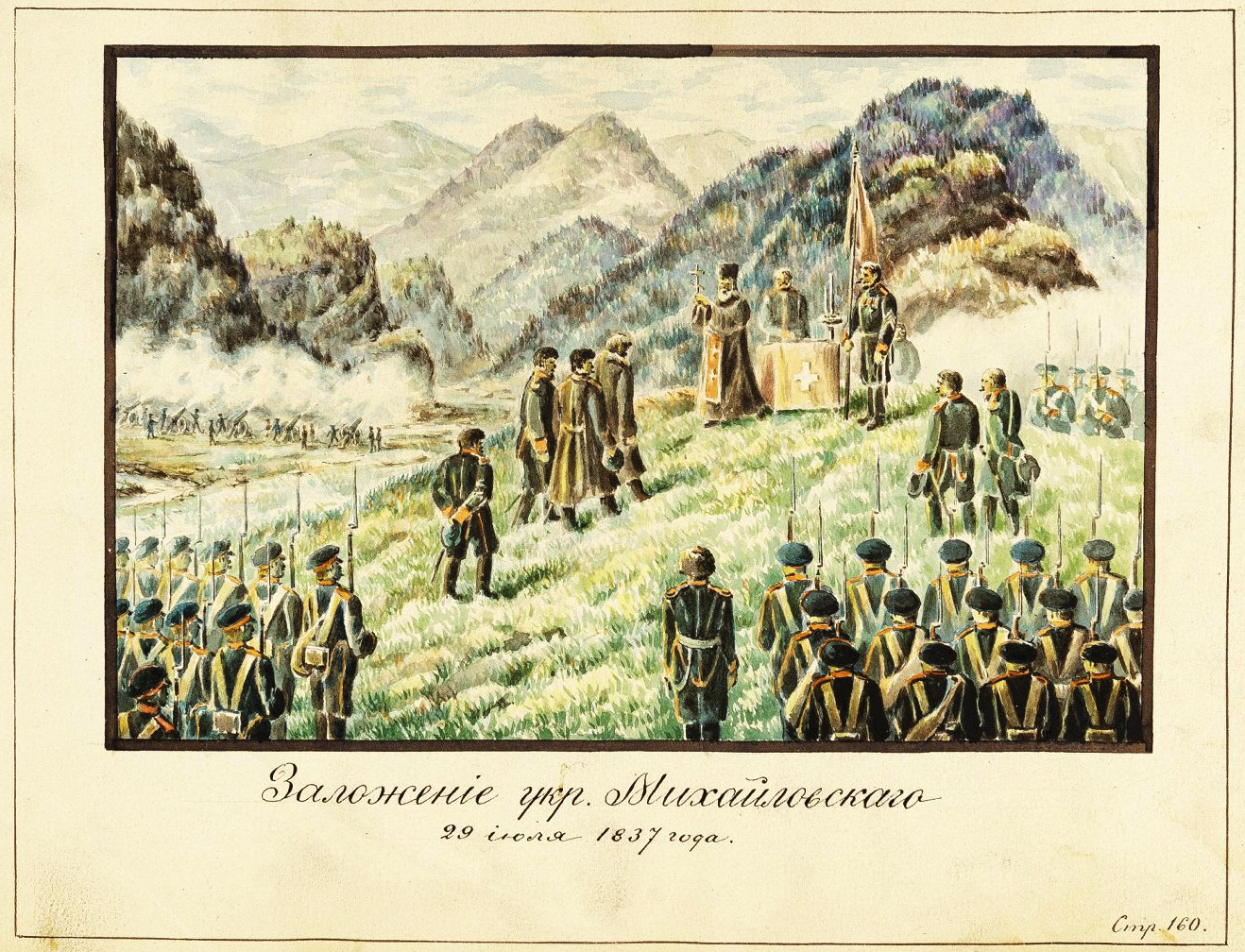
«Заложение укрепления Михайловского 29 июля 1837 года.»

К началу 1840 года из находившихся в Михайловском укреплении штатным гарнизоном двух рот Черноморского линейного батальона под ружьём были только 50 человек, включая артиллеристов и денщиков. После восстания горцев гарнизон был временно усилен двумя пехотными ротами. На бастионах были размещены 8 орудий.

## Предпосылки

### Положение на Черноморской береговой линии
Идея создания Черноморской береговой линии принадлежала императору Николаю I. По его замыслу её укрепления должны были пресекать контрабанду (торговлю людьми и снабжение горцев оружием и боеприпасами) морским путём. Однако по ряду причин они были малоэффективны. На «нелепость» создания подобного рода укреплений неоднократно указывали кавказские военачальники, однако Николай I счёл их строительство необходимым.
Укрепления возводились из местного природного материала. От частых, а то и беспрерывных дождей строения постепенно обрушались. Бойницы из сырцового кирпича периодически обваливались, а наружный облицовочный камень засыпал наружные рвы.
Чугунные орудия, преимущественно образца 1813 года, на валах были разных калибров и арсеналов. Кроме них также в гарнизонах находились уже давно вышедшие к тому времени из вооружения русской армии укороченные полупудовые единороги, которые при выстреле опрокидывались назад, а прогнившие деревянные лафеты зачастую попросту рассыпались.
Гарнизоны береговой линии не были полностью укомплектованы. Вместо предписанных для несения гарнизонной службы на протяжении всей береговой линии 25 980 человек, общая численность их составляла 2776 рядовых, из которых около половины находились в госпиталях и лазаретах. 50—70 % личного состава Лазаревского, Михайловского и Вельяминовского укреплений болело цингой и малярией. Распространялась лихорадка, которая развивалась достаточно быстро и, вследствие быстрого истощения медицинских средств, зачастую оканчивалась летальным исходом. Главными источниками тех заболеваний служили обширные болота в устьях рек и гниющие на них растения, а также сказывалось влияние местного климата.
Отсутствовало всякое сухопутное сообщение как между укреплениями береговой линии, так и с «большой землёй», и поэтому в случае военной опасности гарнизоны должны были рассчитывать исключительно на собственные силы, без надежды на помощь извне. Два раза в год морем, и только летом, в укрепления доставлялся провиант, а также изредка туда попутно заходили крейсера, чтобы забрать больных.

### Положение черкесских (адыгских) племён

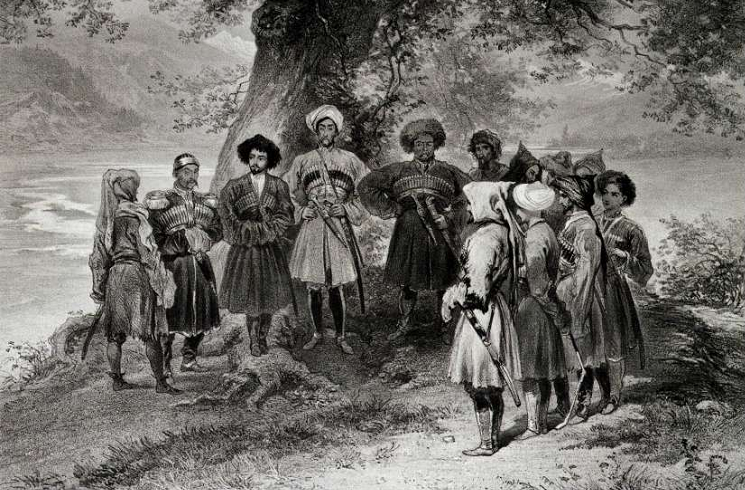
Собрание черкесских князей в 1839—1840-х годах. Худ. (1847)

По Адрианопольскому трактату, завершившем Русско-турецкую войну 1828—1829 годов, всё восточное побережье Чёрного моря переходило к России. Населявшие тот регион черкесские (адыгские) племена (шапсуги, абадзехи, убыхи, натухайцы), соответственно, формально переходили в российское подданство, но фактического контроля над ними установлено ещё не было. Последние разделились на две партии. Одна из них видела во многих отношениях положительную перспективу примирения с Россией и бесперспективность дальнейшего «кровавого» противостояния ей, призывая при этом своих соотечественников прекратить набеги. Другая же, более многочисленная, считала благим намерением бороться за свою независимость. В значительной степени последние действовали под влиянием турецких агентов и английских эмиссаров, обещавших черкесам сильную поддержку в их борьбе с Россией. На всеобщем собрании постановили прекратить всякие отношения с русскими и продолжить сопротивление российской экспансии.
Ситуация усугублялась и тем, что в 1839 году население Северо-Западного Кавказа пострадало от неурожая и главной целью горцев, которые предпочли «гибель с оружием в руках мучительной голодной смерти», было овладение запасами русских укреплений.

### Восстание
К весне 1840 года был организован союз во главе с Хаджи Исмаилом Догомуко Берзеком (убых). В организации ополчения ему также содействовал его племянник Биарслан Асхасоко Берзек. Горское ополчение к тому времени насчитывало от 35 до 40 тыс. человек. Начальник Кавказской линии генерал-адъютант П. Х. Граббе в своём рапорте на имя военного министра графа А. И. Чернышёва писал:
Жители покинули дома и семейства свои и обязались общею клятвою не расходиться до взятия ими всех фортов береговой линии и укреплений.
Под предлогом торговли горцы проникали в русские укреплённые пункты и узнавали особо слабые их участки. Также, по словам лазутчиков, они получали подробные сведения о положении гарнизонов от дезертиров из поляков, которые кроме прочего также научили горцев некоторым методам штурма военных укреплений. Как правило, укрепления хорошо обозревались и с окрестных гор на расстоянии 250 сажень, а то и меньше.
7 февраля горцами был штурмом взят Лазаревский форт. Начальник Черноморской береговой линии генерал-лейтенант Н. Н. Раевский в своём рапорте от 16 февраля начальнику Кавказской линии генерал-адъютанту П. Х. Граббе отмечал, что «Взятие сего форта будет сигналом общего нападения на все укрепления». Следом в ночь с 28 на 29 февраля пал форт Вельяминовский. В ночь с 13 на 14 марта горцы также попытались взять Головинское укрепление, но его гарнизон сумел отбить приступ.

## В преддверии штурма
После взятия Лазаревского и Вельяминовского фортов горцы с новыми силами принялись готовиться к штурму Михайловского укрепления. 15 марта в укрепление прибыл лазутчик от черкесов с известием о сборе около 11 тыс. шапсугов и абадзехов из долин рек Фарса и Курджипса, намеревавшихся напасть на укрепление. Сообщив это, он также обещал заранее предупредить о дне предстоящего нападения, а в случае же если он не сумеет пробраться в укрепление, то в ночь штурма разведёт в нескольких местах сигнальные огни.
Воинский начальник Михайловского укрепления штабс-капитан Н. К. Лико собрал военный совет, на который кроме всех офицеров были приглашены и нижние чины, прослужившие более 20 лет и имевшие знак отличия Военного ордена или Св. Анны. На собрании он, напомнив о долге воинской присяги, объявил всем о его намерении «не сдаваться и биться до последней капли крови», в случае же «неустойки», предложил взорвать пороховой погреб и погибнуть всем вместе с неприятелем, на что собравшиеся ответили единодушным согласием. Также, ввиду большой протяжённости укрепления, не соответствующей численности гарнизона, Н. К. Лико распорядился разделить укрепление углублённым ретраншементом на две части и соорудить перед последним из брёвен, досок, бочек и прочего подручного материала траверс, за которым, в случае прорыва неприятеля в укрепление, можно было бы закрепиться. На передовой позиции в бруствере была сооружена амбразура для орудия снятого с одного из бастионов, которое удерживать не представляло смысла.
17 марта лазутчик подтвердил подготовку черкесов к нападению, которых собралось более 12 тысяч. Однако, прибывшие после него другие два лазутчика сообщили о том, что горцы решили напасть на другое, «менее сильное» укрепление, а на Михайловское нападения не будет. Но, несмотря на это, гарнизон продолжал нести усиленную караульную службу. Бойцы спали с ружьями. На случай тревоги для каждого заранее было назначено своё место на позиции. 19 марта на утреннем построении гарнизона Н. К. Лико вызвал добровольцев, готовых в критический момент взорвать пороховой погреб. Из строя вышли 10 человек, из числа которых Н. К. Лико выбрал Тенгинского полка рядового А. О. Осипова, который раньше других до этого изъявил желание исполнить это поручение. Ему был выдан ключ и ежедневно с 12 часов ночи до 10 утра он с ружьём, фитилём, водой и спиртом запирался в пороховом погребе.

## Силы сторон
Русский гарнизон Михайловского укрепления на момент штурма состоял из 2-й и 3-й рот Черноморского линейного № 4-го батальона, 6-й мушкетёрской роты Навагинского пехотного полка и 9-й мушкетёрской роты Тенгинского пехотного полка общей численностью до 500 человек, из которых, по некоторым сведениям, не меньше половины было больных. На валах были расположены 8 орудий.
Двое казаков, взятые в блокгаузе Михайловского укрепления в плен горцами и вскоре бежавшие из него, передавали, что число нападавших черкесов составляло около 7 тысяч человек. Также, уже после падения укрепления, лазутчики доносили, что нападавших было более 10 тысяч. По другим сведениям 11 тыс. человек.

## Оборона

### Первый штурм
21 марта к 10 часам вечера горцы на значительном расстоянии со всех сторон обложили укрепление. Основные их силы скрытно расположились в перелесках за рекой Вуланом. В ту ночь до гарнизона отдалённо доносился лай выпущенных на ночь за укрепление сторожевых собак, а лазутчиком в трёх местах были разведены сигнальные огни. Гарнизон, символично надев чистое бельё, а офицеры и свои лучшие мундиры, без шума занял заранее назначенные для каждого позиции. 3-я рота линейцев заняла фас, обращённый к реке Пшаде и Джубскому ущелью, а 2-я рота — фас напротив, обращённый к реке Вулану. 9-я рота тенгинцев заняла бруствер северной части укрепления, примыкая флангом к Богатырской батарее, а 6-я рота навагинцев — тот же бруствер, примыкая к джубской батарее. 40 человек от навагинцев составили резерв, расположившись между гауптвахтой, пороховым погребом и цейхгаузом. В орудия заранее была заложена картечь.

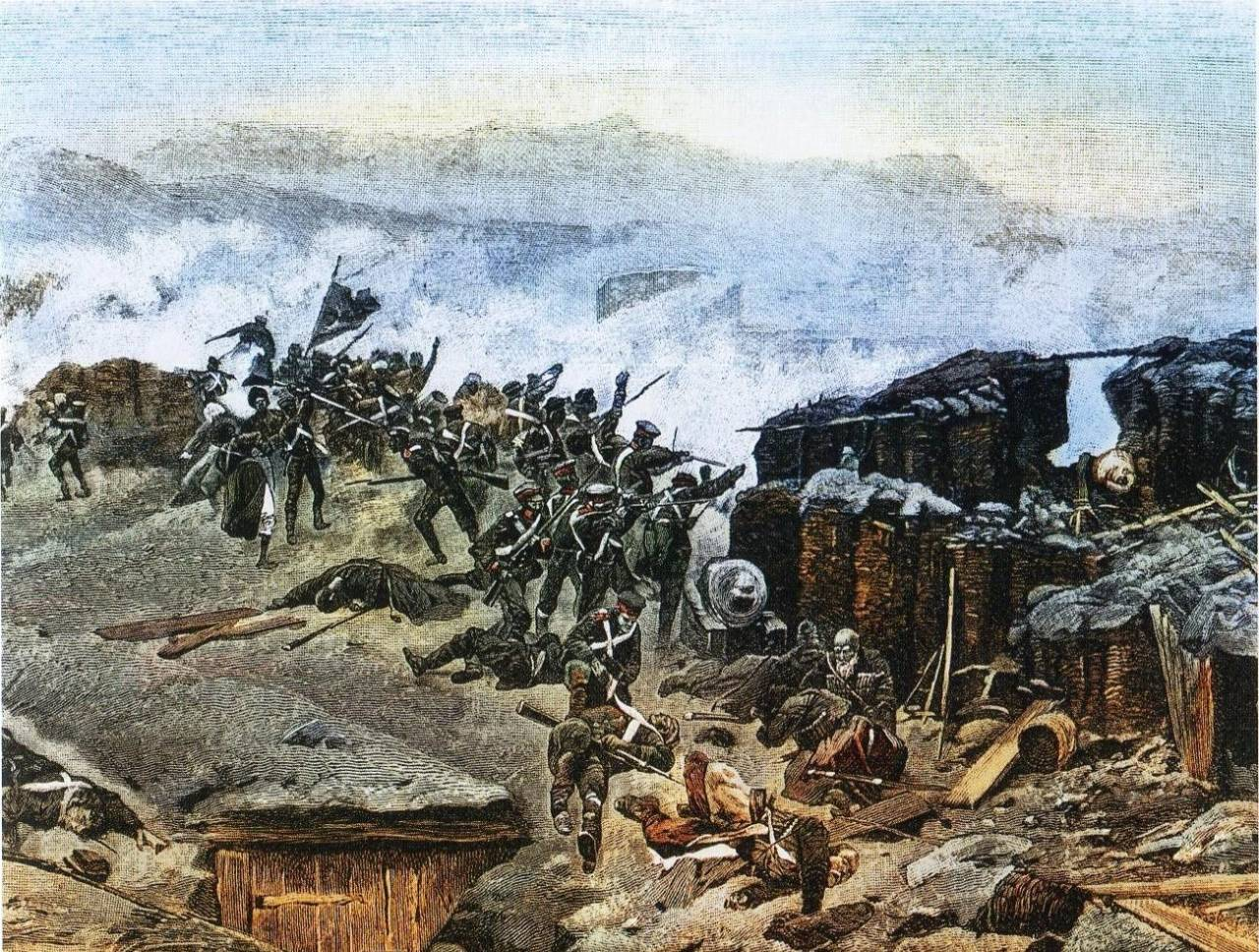
Штурм черкесами Михайловского укрепления. '

В 4-м часу ночи с 21 на 22 марта перед самым рассветом горцы в полной тишине, неся лестницы, с разных сторон начали подступать к укреплению. Как позднее сообщали лазутчики, бо́льшая их часть была пьяна, выпив, предположительно, спирта, захваченного в Лазаревском и Вельяминовском укреплениях. Часовой с Джубской батареи, заметив движущиеся к укреплению «темные массы» горцев, тут же доложил об этом фельдфебелю Х. Комлеву. Подпустив передние ряды неприятеля на пушечный выстрел, гарнизон открыл огонь. После первого орудийного выстрела, горцы с «неистовым гиком» и поднятыми значками уже открыто устремились на штурм. В то время, когда ещё недостаточно рассвело, бойцы гарнизона «стреляли в массу наугад», тем не менее, под шквальным ружейный и картечным огнём горцы вынуждены были отступить.
Около полутора часов шла перестрелка, после чего горцы возобновили стремительный штурм. Из бастиона орудие успело произвести картечный выстрел вдоль рва, в котором уже находились штурмующие. Тем не менее, горцы сумели взобраться на вал, где вступили в ожесточённую рукопашную схватку с ротой линейцев. Несколько раз защитники укрепления сбрасывали штурмующих с вала, но новые силы горцев, «шагая через трупы своих товарищей», вновь взбирались на него. В конечном итоге, линейцам вместе с подоспевшими к ним на помощь взводом тенгинцев и взводом навагинцев удалось сбросить штурмующих с вала и обратить их в бегство. Защитники укрепления продолжали вести ружейный и артиллерийский огонь по отступающим горцам, значительно увеличивая их потери.

### Военный совет горцев
После неудавшегося штурма в стане горцев начались разногласия и споры. Убыхи обвиняли шапсугов в трусости и бегстве с поля боя. Дело едва не дошло до боевого столкновения между ними, но в конечном итоге военачальники обоих племён всё же пришли к соглашению.
На совете решили вторично направить на приступ пешее ополчение, а находившуюся до того в отдалении конницу придвинуть ближе для исполнения ею функции заградительного отряда. Последней было дано распоряжение «без милосердия» рубить всякого, «кто повернётся к врагу спиной».

### Второй штурм
Оказавшееся между двух огней черкесское пешее ополчение «отчаянно, с потрясающим душу гиком» вновь бросилось на штурм и, несмотря на сильный огонь обороняющихся, сумело взобраться на вал одновременно в нескольких местах. По сообщению Г. И. Филипсона, изначально часть горцев атаковала ту часть укрепления, где находился крытый и единственный выход гарнизона к воде. Но это оказалась «фальшивая» атака, целью которой было отвлечь гарнизон от северной и северо-восточной части укрепления, на которую следом устремились основные силы горцев.
Остатки 3-й линейной роты, защищавшей Джубскую батарею, были окончательно смяты численным превосходством горцев. Командир 9-й роты Тенгинского полка подпоручик Краумгольд со словами «не робеть» устремился на ту батарею, чтобы выбить оттуда неприятеля, но, получив ранение (по некоторым сведениям был убит выстрелом в упор), споткнулся и, по свидетельству унтер-офицера И. Мирославского, на его глазах был изрублен горцами «в куски». Вскоре на валу пал и командир 6-й роты Навагинского полка поручик Тимченко. Артиллерии прапорщик Ермолаев по недостатку боеприпасов и людей, а также из-за загромождённости пространства телами убитых уже не мог действовать из орудий и, заклепав их, с остатками артиллеристов взялся за ружья. В перестрелке с горцами он и все до единого артиллеристы были перебиты.
В ходе боя гарнизон оказался расчленённым на две части и отброшен горцами за траверс. 9-я рота тенгинцев отступила к кавалер-батарее, а 6-я рота навагинцев и 2-я рота линейцев со штабс-капитаном Н. К. Лико — к ретраншементу, сооружённому ранее близ порохового погреба и гауптвахты. При отступлении гарнизон сжёг продовольственные и прочие склады, чтобы они не достались неприятелю. Ворвавшись в укрепление, горцы подожгли больницу, в которой находилось до сотни тяжело больных солдат.
Укрывшись за ретраншементом, остатки навагинцев и линейцев продолжили обороняться. Там Лико был ранен в правую ногу (кость выше ступни была раздроблена), а из рассечённой левой брови ему кровью заливало глаза. Тем не менее он, опираясь на шашку, а в левой руке сжимая кинжал, продолжал руководить боем.
Во время непродолжительной паузы, из рядов горцев вышел парламентёр, который ранее был одним из лазутчиков и предупредил гарнизон о готовящимся нападении горцев. Он обратился к Лико с предложением «добровольно сдаться». Последний после этого прокричал «Ребята, убейте его! Русские не сдаются», и парламентёр тут же был застрелен, после чего горцы с ещё бо́льшей яростью устремились на русских.
В то же время отступившие к кавалер-батарее тенгинцы вместе с находившимися там артиллеристами развернули 4 орудия и открыли огонь картечью по разошедшимся по укреплению в поисках добычи горцам. Последние в свою очередь устремились на ту батарею, защитники которой, израсходовав боезапас, вступили с атакующими в рукопашную схватку. Рядовой Тенгинского полка Александр Фёдоров, который последний оставался на позиции, прижавшись спиной в угол бруствера, длительное время отбивался штыком и прикладом от наседавших на него около десятка горцев. Однако последние решили не убивать его, а взять живым. После того как Фёдоров окончательно выбился из сил и опустил ружьё, горцы набросились на него и взяли в плен.
В ходе 3-часового боя все офицеры были перебиты и начальство брали на себя юнкера и нижние чины из дворян. Все бастионы к тому времени уже были захвачены горцами, которые установили на них красные значки, знаменуя победу.

### Подрыв порохового погреба

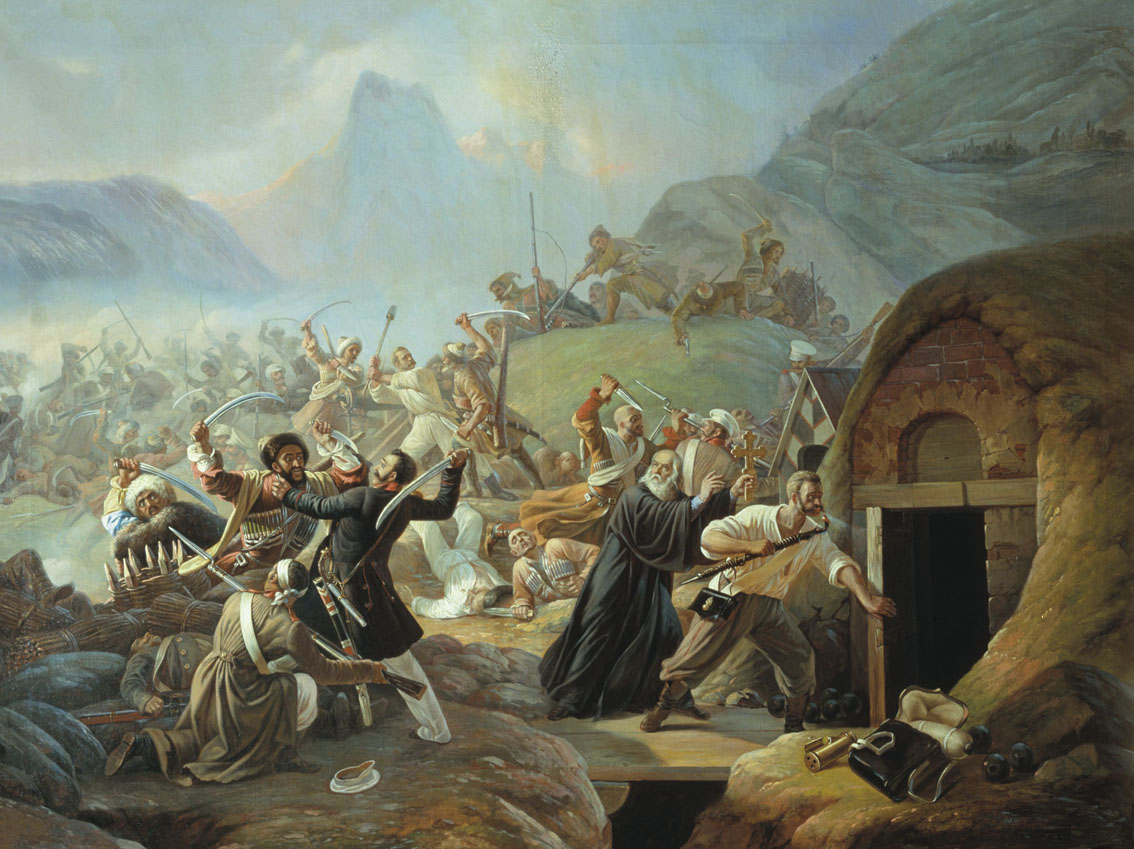
Подвиг рядового 77-го пехотного Тенгинского полка Архипа Осипова 22 марта 1840 года. '

Назначенный по собственному желанию «в случае неустойки» взорвать пороховой погреб рядовой Тенгинского пехотного полка Архип Осипов во время штурма горцами укрепления подносил боеприпасы на ближайшие бастионы. Во время очередной ходки он увидел гибель своего ротного командира и рукопашную борьбу на валу остатков его защитников у уже заклёпанных орудий. В то же самое время горцы уже перебрались через вал смежного фаса и заходили в тыл одной из групп защитников укрепления. Бросив свою ношу, А. Осипов поднял ружьё одного из убитых солдат и, произведя выстрел в сторону неприятеля, устремился к пороховому погребу.
Пороховой погреб к тому времени уже обступили горцы, разламывая двери, крышу и стены. А. Осипов сообщил об этом находившемуся с остатками гарнизона за ретраншементом штабс-капитану Н. К. Лико. Когда ситуация стала окончательно безнадёжной, он отдал распоряжение взорвать погреб. Иеромонах Маркел благословил А. Осипова и дал ему приложиться к кресту, после чего последний, сорвав с гранаты пластырь и взяв в другую руку зажжённый фитиль, направился к нему между казармой и цейхгаузом. Вместе с ним устремились до 40 тенгинцев во главе с рядовым И. Мирославским, «штыками пролагая дорогу». Пробившись к цейхгаузу его группа потеряла до 20 человек убитыми. Там А. Осипов прокричал:
Пора, братцы! Кто останется жив, помни моё дело!
Нескольких горцев, находившихся у дверей порохового погреба, солдаты, по выражению И. Мирославского, — «подняли на штыки», а других отогнали. У погреба с А. Осиповым оставалось несколько раненых бойцов, а остальные направились к Морской батарее.
Около 10 часов утра прогремел взрыв. По словам бежавшего из плена казака, захваченного горцами в блокгаузе, «взрыв был ужасен». Брёвна погреба, в котором кроме начинённых гранат хранилось до 200 пудов пороха, разметало сажень на 200. Д. В. Ракович, цитируя слова очевидца, писал:
…раздался страшный треск, всё содрогнулось, и целый столб дыма с пламенем, с человеческими трупами, с камнями, взвился на воздух!.. <…> Всё смолкло и солнце, не дойдя ещё до полудня, осветило только кровавую картину смерти и разрушения.

## Потери

### Русские
Русские потери составили до 420 человек убитыми и около 80 взятыми в плен, в числе которых по некоторым сведениям 2 офицера (штабс-капитан Лико и подпоручик Безносов, оба умерли от ран в плену) и иеромонах.
| Список погибших или умерших от ран в плену офицеров |
| --- |
| 2-й и 3-й роты Черноморского линейного № 5-го батальона - штабс-капитан Н. К. Лико - подпоручик Безносов 9-й роты Тенгинского пехотного полка - подпоручик Краумгольд - прапорщик Гаевский 6-й роты Навагинского пехотного полка - поручик Тимченко - прапорщик Смирнов - прапорщик Симборский (Зембровский или Земборский) 11-й гарнизонной артиллерийской бригады - прапорщик Ермолаев (Ермолов) - лекарь Сомович |

Подпрапорщик
- Корецкий, Константин

Фельдфебель
- Камлев, Харитон

Унтер-офицеры
- Ефимов, Михаил
- Просвирин, Семён
- Рафилов, Роман
- Семикин, Василий

Барабанщики
- Адашенко, Степан
- Медведев, Григорий
- Халчеев, Сысой

Рядовые
- Анисимов, Егор
- Анисимов, Кирилл
- Афанасьев, Иван
- Балбатун, Антон
- Березовский, Степан
- Богданович, Казимир
- Бондарев, Кондрат
- Борисов, Андрей
- Бубнов, Трофим
- Бурцов, Степан
- Буруцкий, Никита
- Буцек, Томаш
- Викикоров, Артём
- Волков, Федот
- Воробьёв, Андрей
- Воронов, Павел
- Голин, Степан
- Голец, Войцех
- Гордеенко, Никита
- Грженда, Игнат
- Григорьев, Митрофан
- Дежинов, Афанасий
- Дмитриев, Леонтий
- Должников, Степан
- Дронов, Ларион
- Ермаков, Кондратий
- Жук, Григорий
- Зарубин, Осип
- Заярлов, Трофим
- Исаев, Тит
- Карпов, Егор
- Кириллов, Илья
- Киселёв, Осип
- Климов, Марк
- Клинцов, Михаил
- Корнелюк, Андрей
- Кудров, Алексей
- Кузьмин, Семён
- Кулаков, Осип
- Леонов, Яков
- Лепёшкин, Алексей
- Макаров, Никифор
- Мартынов, Степан
- Матвеев, Хрисанф
- Мельников, Ларион
- Миненко, Пётр
- Мичурин, Илья
- Молодчин, Иван
- Монастырский, Федот
- Овчинников, Яков
- Оглоблев, Семён
- Осипов, Архип
- Остапенко, Пётр
- Павлов, Ефим
- Пономарёв, Антон
- Радковский, Тимофей
- Ринкевич, Христофор
- Савельев, Дементий
- Савельев, Селиверст
- Селезнёв, Ефим
- Серов, Афанасий
- Слепокуров, Михаил
- Смирнов, Григорий
- Соловьёв, Григорий
- Степанов, Филипп
- Стончев, Куприян
- Трофимов, Дмитрий
- Трофимов, Кузьма
- Трошков, Яков
- Феклистов, Мамон
- Франтилюк, Иван
- Фролов, Семён
- Черский, Людвиг
- Четверинов, Семён
- Шувалов, Потап
- Щетилин, Антон
- Яичин, Антон

### Черкесы
Общие потери горцев убитыми и ранеными по разным оценкам составили от 2 до 3 тыс. человек.
По показаниям лазутчиков около 300 человек погибли или были изранены при переходе через ров, на дне которого были настелены доски с набитыми в них гвоздями.
Во время штурма был ранен и потерял глаз руководивший одним из восьми отрядов Юсуф Нечепсухо из Таузуко.

## Последствия
30 марта начальником Кавказской линии генерал-адъютантом П. Х. Граббе из Ставрополя в Санкт-Петербург было отправлено известие о падении Михайловского укрепления. Получивший его вечером 9 апреля военный министр генерал от кавалерии граф А. И. Чернышёв тут же доложил об этом императору Николаю I. Через день, 11 апреля о падении Михайловского укрепления был получен и рапорт генерал-лейтенанта Н. Н. Раевского, на котором император собственноручно поставил резолюцию — «Ужасно!» Осознавая, что положение на Черноморской береговой линии критично, он там же написал — «Крайне опасаюсь, что это не последнее ещё несчастье».
По мнению Г. И. Филипсона, форт Вельяминовский и укрепление Михайловское были самые опасные пункты на Черноморской береговой линии, и вышло так, что «усилением мы их не спасли, а только увеличили число жертв». Кроме этого, по его словам:
Горцы не только не упали духом от огромной потери при взятии укрепления Михайловского, но тут же над грудами своих убитых дали торжественную клятву до тех пор не класть оружия, пока не уничтожат всех русских заведений в их земле.

## Исследование подрыва
Узнав о «геройской обороне и гибели Михайловского укрепления» Николай I тут же повелел содержание погибших солдат и офицеров того гарнизона обратить в пенсион их вдовам, матерям и детям, а также определить их детей в учебные заведения на казённое содержание. Кроме этого, император распорядился провести тщательное исследование относительно взрыва порохового погреба.
В своём донесении на имя командующего Черноморским флотом вице-адмирала М. П. Лазарева от 8 апреля 1840 года начальник штаба 1-го отделения Черноморской береговой линии полковник Г. И. Филипсон писал, что в ходе боя «воинский начальник поставил надёжных людей к пороховому погребу, дал им заряженные гранаты и приказал зажечь и бросить их в окно погреба, когда в редюите останется слишком мало людей». Однако на тот момент Филипсон располагал сведениями о гибели гарнизона, полученными только от лазутчиков, двух солдат (один бежал из плена и один выкуплен, оба были ранены) и казака (бежал из плена).
В протяжении же последующих нескольких месяцев из плена бежали, были обменяны на пленных горцев, соль или выкуплены ещё около 50 уцелевших нижних чинов Михайловского гарнизона. Большинство из них были пленены черкесами до взрыва порохового погреба и сразу уведены ими в горы. Были и те кто на момент взрыва находился во рву или в блокгаузе, но не могли достоверно подтвердить — кто именно взорвал пороховой погреб. Тем не менее, все они под присягой показали, что начальник укрепления штабс-капитан Н. К. Лико заранее объявил, что в случае неустойки — взорвёт укрепление, но не сдаст его. Также они показали, что на это вызвался рядовой А. Осипов, которого в гарнизоне все знали как «исправного солдата, серьёзного и набожного человека», и ни у кого не было сомнений, что он «сдержит своё слово». Как заметил Г. И. Филипсон, — «казалось, самая сущность события не давала никакой надежды на полное раскрытие истины с юридической точностью; но тут помогли неожиданные обстоятельства». Среди уцелевших бойцов гарнизона оказались трое, кто на последнем этапе штурма горцами укрепления находился в ретраншементе (или редюите). Двое из них показали, что на последней позиции рядовой А. Осипов неотлучно находился при штабс-капитане Н. К. Лико и что когда черкесы уже ворвались в редюит, они лично слышали как, будучи уже тяжело раненый, Лико твёрдым голосом сказал Осипову — «Делай своё дело», на что тот ответил — «Будет исполнено». Иеромонах Маркел благословил его и дал приложиться к кресту. Третий, находившийся в тот момент тоже рядом с Лико и тоже будучи ранен, добавил, что он ещё видел, как Осипов взял гранату, сорвал с неё пластырь и, взяв во вторую руку зажжённый фитиль, вбежал в погреб. Однако взрыв последовал не сразу, так как он услышал его уже во рву.
Г. И. Филипсон констатировал:

«Безыскусственный рассказ этих людей носил на себе печать несомненной истины, и фигуры Лико, Осипова и иеромонаха являлись в такой героической простоте, что недобросовестно было бы допускать малейшее сомнение».
В показаниях защитников Михайловского укрепления просматривались некоторые противоречия, однако, как отмечал в своём рапорте на имя начальника Черноморской береговой линии генерал-лейтенанта Н. Н. Раевского от 8 ноября 1840 года начальник 1-го отделения той же линии контр-адмирал Л. М. Серебряков:

«Разногласия, сбивчивость и даже противоречия в показаниях очевидцев о подробностях гибельного происшествия весьма естественны, потому что при врождённом чувстве самосохранения трудно допустить, чтобы кто-нибудь из них среди пылу отчаянной схватки, трескотни выстрелов, пламени пожара и защищая жизнь свою в рукопашном бою, сохранил спокойное и любопытное внимание постороннего наблюдателя».
Начальник Черноморской береговой линии генерал-лейтенант Н. Н. Раевский предоставил военному министру генералу от кавалерии А. И. Чернышёву донесение со всеми подлинными показаниями очевидцев о взятии горцами Михайловского укрепления. Император Николай I, прочитав их, приказал объявить об этом подвиге по всему военному ведомству. Он также распорядился отыскать и «щедро обеспечить» семьи Н. К. Лико и А. О. Осипова.

## Память

### Памятники

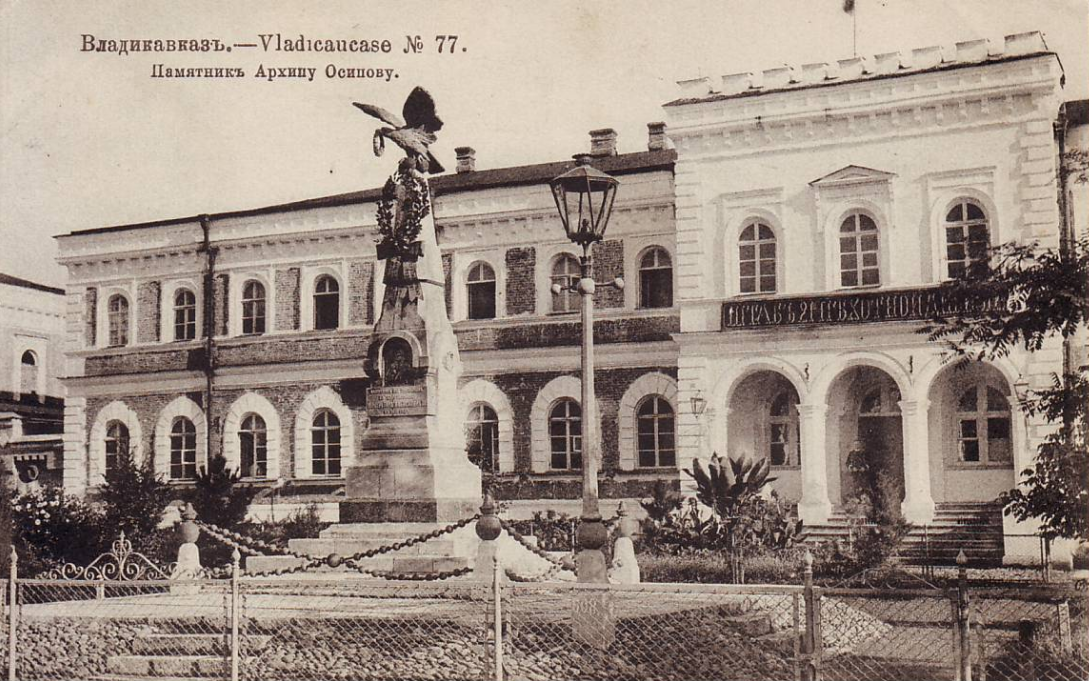
Памятник Архипу Осипову во Владикавказе

Сразу после окончания Кавказской войны на месте Михайловского укрепления в мае 1864 года была основана станица Вуланская. В 1870 году она была преобразована в деревню, а 10 апреля 1889 года — в село, и тогда же переименована в честь героя обороны Михайловского укрепления — Архипо-Осиповку.
22 марта 1876 года по инициативе наместника на Кавказе генерала от артиллерии великого князя Михаила Николаевича на месте Михайловского укрепления был установлен 10-метровый ажурный памятный крест. Он был отлит из чугуна на заводе Фрейнштейна в Ростове-на-Дону и состоял из 10 частей общим весом 120 пудов. Был возведённый на пьедестал из местного камня и установлен таким образом, что его было видно с проходящих мимо судов.
8 ноября 1874 года был высочайше утверждён проект памятника штабс-капитану Н. К. Лико и рядовому А. О. Осипову, составленный скульптором Ф. И. Ходоровичем, который планировали установить во Владикавказе. Инициатором проекта был бывший в то время начальником 20-й пехотной дивизии генерал-лейтенант В. А. Гейман, который 29 июня 1873 года во время празднования полкового праздника 77-го пехотного Тенгинского полка провозгласил тост за вечную память рядового Архипа Осипова и предложил подписку на сооружение памятника. Выгравированный в Ницце художником-гравёром Л. А. Серяковым рисунок французского художника О. Борже с модели памятника уже был помещён в ряде иллюстрированных изданий. Однако, вероятно из-за нехватки средств, тот проект так и не был реализован.
22 октября 1881 года во Владикавказе на Александровском проспекте перед зданием штаба 21-й пехотной дивизии всё-таки был открыт памятник штабс-капитану Лико и рядовому Осипову, но уже по проекту военного инженера капитана В. А. Лишева. Памятник имел вид обелиска из серого финского мрамора на гранитных постаментах. На обелиске был бронзовый орёл, державший в клюве венок. При советской власти (во второй половине 1920-х или 1930-х годах) памятник был снесён как один из символов царизма. Части памятника были использованы для мощения одной из лестниц в Центральном парке культуры и отдыха.

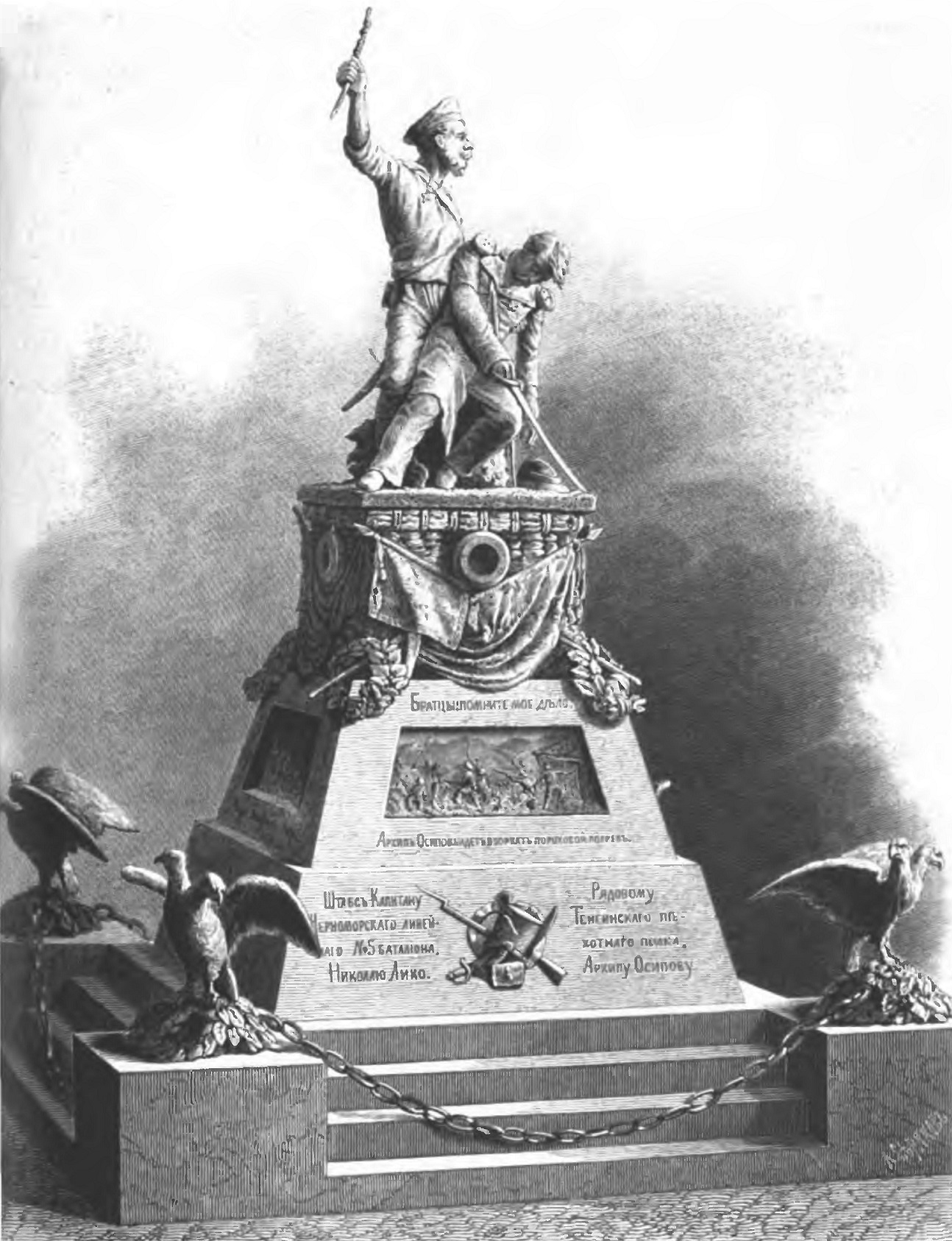
Проект памятника рядовому Осипову и штабс-капитану Лико
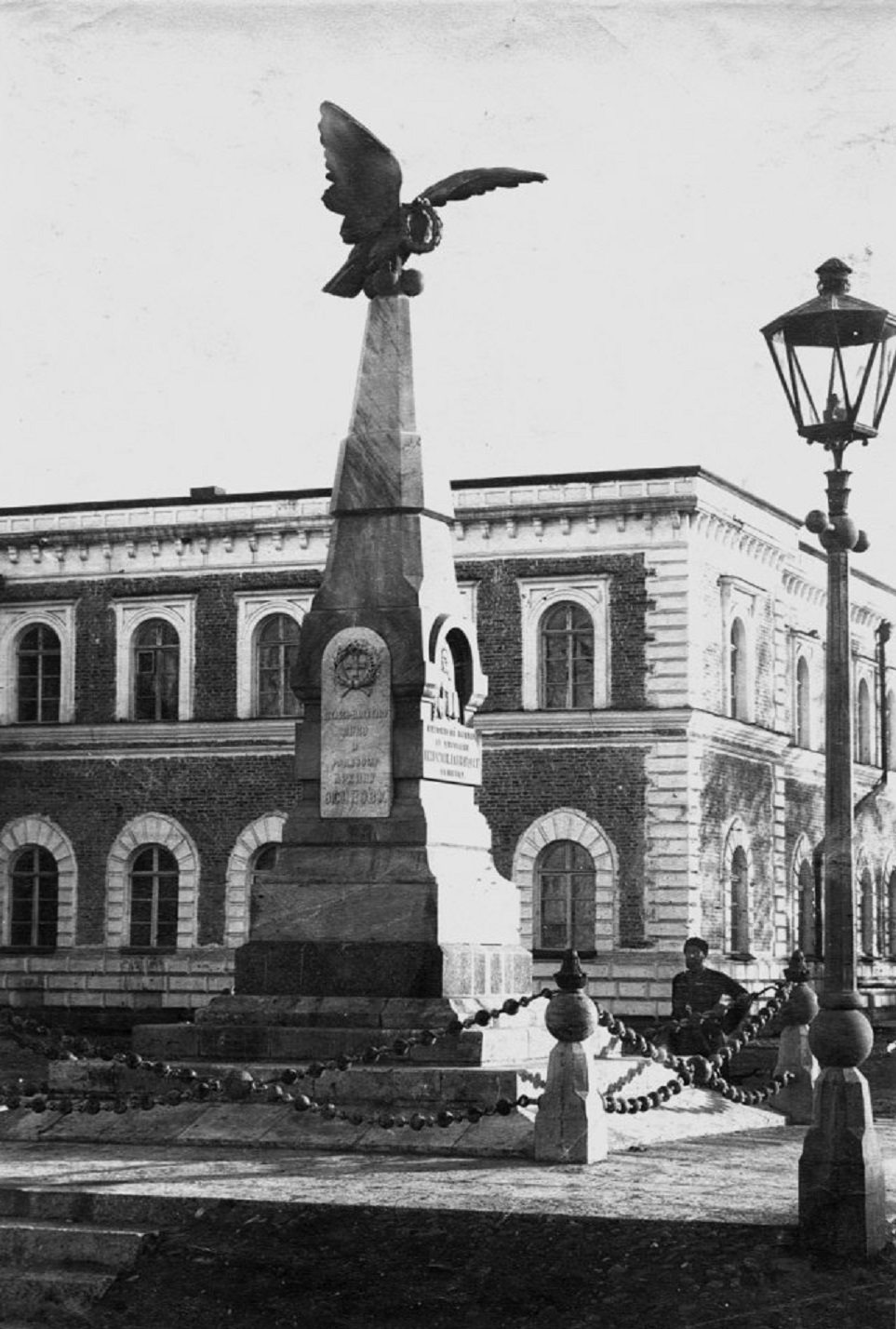
Памятник рядовому Осипову и штабс-капитану Лико (Владикавказ)
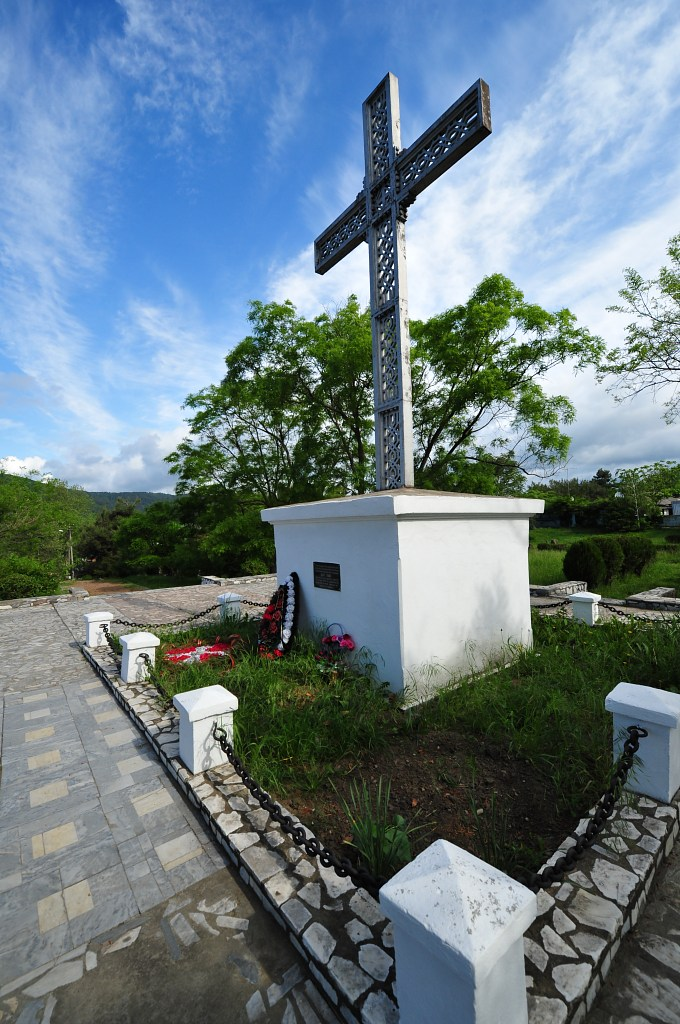
Памятный крест на месте Михайловского укрепления (Архипо-Осиповка)
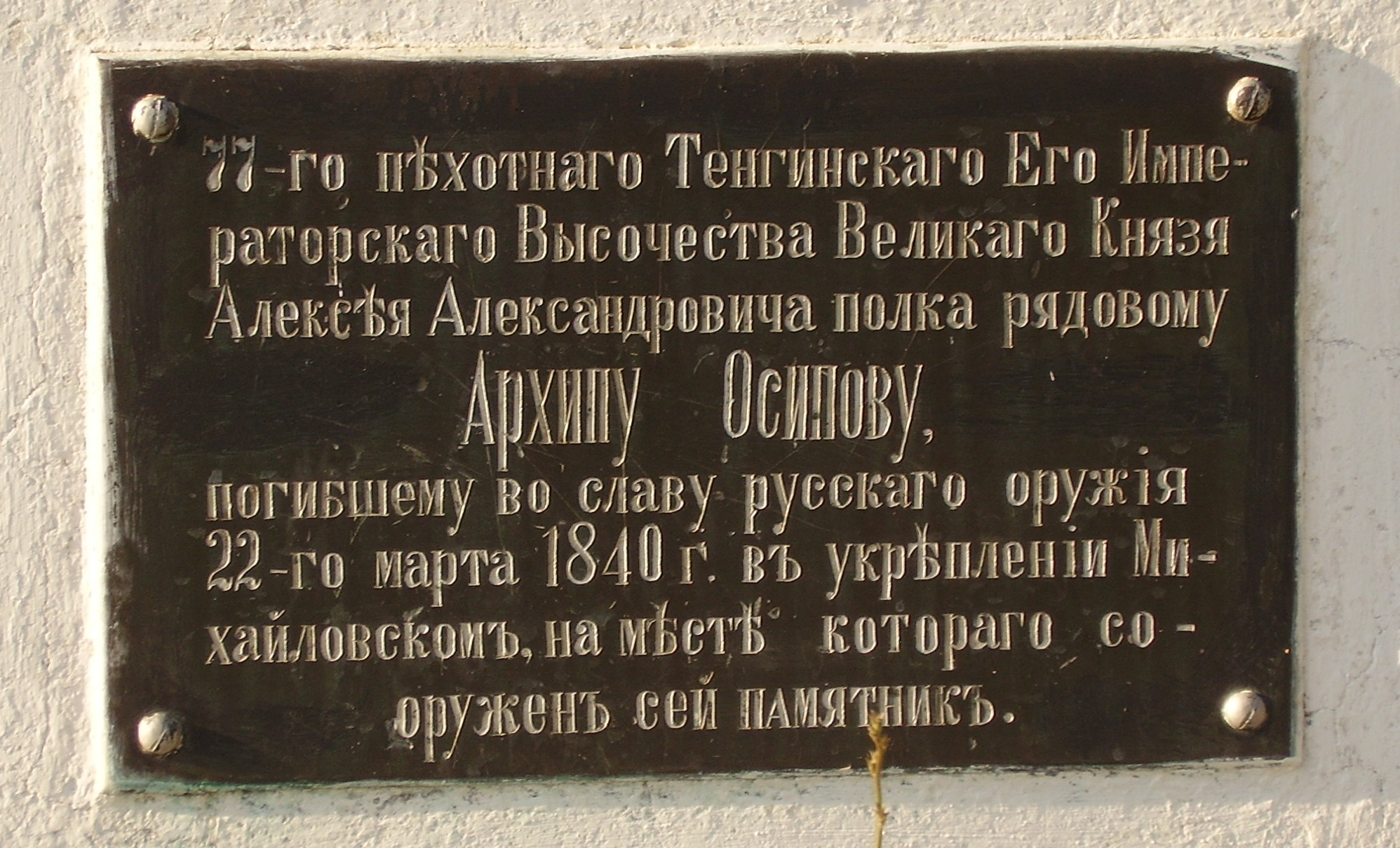
Табличка на памятном кресте (Архипо-Осиповка)

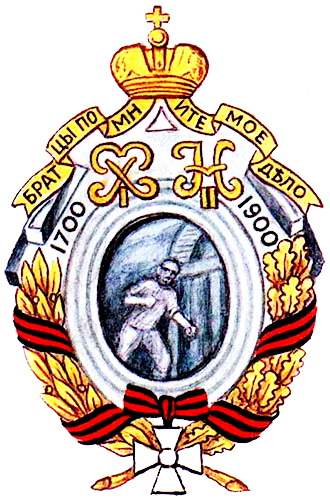
Полковой нагрудный знак

### Знаки
В 1900 году был выпущен медный нагрудный знак с надписью «Братцы, помните дело моё».

### Песни
- Ежегодно 22 марта на заупокойной панихиде тенгинцы исполняли песню, посвящённую совершённому в тот день 1840 года подвигу[82][2].

Слезою искренней в молитве

Мы понимаем удальцов,

Сознаньем долга в грозной битве

Примером ставших для сынов.

И в этот день, на этой тризне

Невольно каждому из нас

Приходит мысль, что дух в отчизне

Геройский, русский, не угас!

Нет, этот дух в родной России,

Мы свято верим, не погиб,

Пока в ней есть сыны такие,

Как славный Осипов Архип!

Не вождь, не знатного он рода,

К Отчизне полн любви святой,

Он сын великого народа,

Он просто русский Рядовой!

Да! Только наша Русь родная,

Мы можем с гордостью сказать,

На диво миру, славу края

Таких, как он, могла создать.

Да помнит подвиг их великий

Родная наша сторона!

Архипа Осипова, Лико

Да будут святы имена!

А чтобы ведали потомки,

Что мы дела героев чтим —

За подвиг их бессмертный, громкий,

Воздвигли памятник мы им.
- Песня на стихи ветерана и историографа Тенгинского пехотного полка майора К. П. Белевича[2]. Исполнялась при открытии монумента 22 октября 1881 года во Владикавказе[75]:

С шумом, грохотом стремится в море Чёрное Вулан.

За волной волна вслед мчится, с гор несет Кавказа дань.

Ты видала, речка, диво, как наш Осипов Архип

Сделал взрыв и сам во взрыве с неприятелем погиб.

Расскажи же, чтоб все знали про судьбу богатыря,

Расскажи, как умирали за Россию, за царя!..

### Художественная литература
- Голубов С. Н. «Солдатская слава» (1941, Гослитиздат, отв. ред. С. К. Бушуев) — исторический роман[83].